# Datsun DA
La Datsun DA è un'autovettura di piccole dimensioni costruita dalla casa automobilistica giapponese Datsun dal 1947 al 1948.

## Storia
Fu il secondo veicolo prodotto dalla casa automobilistica Datsun dopo la fine della seconda guerra mondiale. Gran parte della produzione si interruppe infatti nel 1944 poiché alcune fabbriche Datsun furono danneggiate dai bombardamenti. A causa della richiesta di veicoli militari alle case automobilistiche giapponesi da parte dell'esercito imperiale giapponese già a partire dalla guerra in Manciuria, la produzione automobilistica della Datsun fu quasi completamente interrotta nel 1938. Dopo la fine della seconda guerra mondiale, la casa automobilistica nipponica Nissan, che aveva acquisito la Datsun nel 1934, fu duramente colpita dal punto di vista finanziario. 
Nel 1946 la Nissan iniziò a predisporre gli impianti di assemblaggio per iniziare nuovamente la produzione di automobili. Le fabbriche furono ricostruite e riparate, e fu progettata la prima autovettura Datsun del dopoguerra, la Datsun DA. A causa della mancanza di materiali e di risorse, la Datsun DA era sostanzialmente una versione modificata del modello prebellico Datsun 17, che sostituì. Il primo veicolo Datsun prodotto nel secondo dopoguerra fu il Datsun 1121, un piccolo camion basato sul modello Datsun 17 Truck prebellico. Il Datsun 1121 fu prodotto a partire dall'agosto 1946, e fu seguito dalla Datsun DA nel novembre 1947.
Tutte le rifiniture di pregio dei modelli prebellici erano scomparse perché le cromature non erano disponibili. La calandra era quindi costituita da una semplice piastra di acciaio forata. Inizialmente la Datsun DA aveva il retrotreno piatto e quadrato. Verso la fine della produzione venne ridisegnato, ed ebbe una forma molto più arrotondata. Il cofano della Datsun DA proveniva dal camion Datsun 17 Truck prebellico, poiché era più facile da produrre, visto che veniva realizzato anche per il Datsun 1121.
Come motore per la Datsun DA venne utilizzato il propulsore prebellico della Datsun 17, ovvero un motore a quattro cilindri con rapporto di compressione di 5,4 e con cilindrata di 722 cm³. Questo propulsore, come quello della Datsun 17, erogava una potenza di 16 CV. Esso era abbinato a un cambio manuale a 3 rapporti. La Datsun DA fu prodotta per meno di un anno, ma costituì un passo importante verso il ritorno alla vera produzione automobilistica. Nel 1948 la Datsun DA fu sostituita dalla Datsun DS. L'offerta delle carrozzerie fu limitata alla sola berlina.